# Милутинович, Бора
Ве́либор (Бо́ра) Милути́нович (серб. Велибор «Бора» Милутиновић / Velibor «Bora» Milutinović; род. 7 сентября 1944, Байина-Башта) — югославский и сербский футболист, тренер.

## Биография
Клубная карьера Милутиновича началась в Югославии. Выиграв с местными клубами несколько титулов, он отправился в Европу, а завершал карьеру игрока в Мексике.

### Карьера тренера
Закончив карьеру игрока в 32 года, Милутинович стал тренером мексиканского клуба УНАМ Пумас, с которым выиграл чемпионат страны в 1981 году. В качестве клубного тренера также работал в Аргентине, Италии, США и Катаре, однако успеха смог добиться лишь в последней стране. В 2005 году катарский клуб Аль-Садд под руководством Милутиновича выиграл Кубок эмира Катара.
Милутинович также достиг высоких результатов работая со сборными командами различных стран.
Милутинович руководил пятью различными сборными на чемпионатах мира по футболу: сборными Мексики (1986), Коста-Рики (1990), США (1994), Нигерии (1998) и Китая (2002). По этому показателю с ним может сравниться только Карлос Альберто Паррейра, который возглавлял сборные Кувейта (1982), ОАЭ (1990), Бразилии (1994 и 2006), Саудовской Аравии (1998) и ЮАР (2010). Однако, именно Милутинович является единственным тренером, проходившим первый раунд чемпионата мира с четырьмя разными командами (до неудачи со сборной Китая). Но, после сборной Мексики, ни одна из этих команд под его руководством не смогла пройти второй раунд.
16 ноября 2006 он возглавил сборную Ямайки по футболу. 9 ноября 2007 был уволен со своего поста после серии из шести поражений подряд.
В 2009 году возглавил сборную Ирака по футболу, с которой принял участие в Кубке Конфедераций-2009 в ЮАР. Сборная Ирака не смогла выйти из группы, а Бора покинул пост главного тренера сборной.
В 2010 году объявил о завершении карьеры тренера.
В ноябре 2014 года были слухи о возможном назначении его ассистентом главного тренера сборной Узбекистана по футболу Мирджалола Касымова.

## Достижения

### Игрока
«Партизан»
- Чемпионат Югославии
  - Победитель (4) 1960/61, 1961/62, 1962/63, 1964/65

«ОФК»
- Кубок Югославии
  - Победитель: 1965/66

«Ницца»
Чемпионат Франции (Лига 2)
- Победитель:1969/70

Суперкубок Франции
- Обладатель: 1970

«УНАМ Пумас»
- Обладатель Кубка Мексики: 1974/75
- Обладатель трофея Чемпион чемпионов Мексики: 1975

Сборная Югославии
- Победитель Средиземноморских игр: 1971

### Тренера
«УНАМ Пумас»
- Чемпион Мексики:1980/81
- Обладатель Кубка чемпионов КОНКАКАФ (2): 1980, 1982
- Обладатель Межамериканского кубка: 1981

«Аль-Садд»
- Обладатель Кубка эмира Катара: 2005

Сборная США
- Победитель Золотого кубка КОНКАКАФ: 1991
- Бронзовый призёр Кубка Короля Фахда: 1992

Сборная Мексики
- Победитель Золотого кубка КОНКАКАФ: 1996